# Club Social y Deportivo Suchitepéquez
El Club Social y Deportivo Suchitepéquez, conocido como Deportivo Suchitepéquez es un club de fútbol de Guatemala del municipio de Mazatenango en el departamento de Suchitepéquez. Fue fundado el 24 de noviembre de 1960 por Juan Aurelio Soberanis Polanco y actualmente juega en la Primera División.
Disputa sus partidos como local en el Estadio Carlos Salazar Hijo con capacidad para 11 000 espectadores. El equipo ha conseguido ganar dos títulos de Liga Nacional, tres de Copa y dos de Campeón de Campeones. Su rival tradicional es el club Xelajú MC, jugando contra el cuadro lanudo el  Clásico de Sur-Occidente, con más victorias por parte del Cuadro Venado.
Actualmente desde su descenso a Primera División, tiene una rivalidad con el Deportivo San Pedro de la ciudad de San Pedro Sacatepéquez, San Marcos.

## Historia

### Fundación y ascenso
El Club Social y Deportivo Suchitepéquez fue fundado por el profesor Juan Aurelio Soberanis Polanco en 1960. Teniendo sus antecedentes en el Deportivo Landívar, por una reorganización en el torneo de Liga, ese mismo año consiguieron su ascenso a la Liga Nacional. Originalmente se presentaron con el nombre de Selección de Mazatenango pero al poco tiempo lo cambiaron por el actual. El equipo debutó en la Liga Mayor el 30 de abril de 1961, sin embargo no pudieron mantenerse en la máxima categoría y descendieron a primera división.
Luego de tres años, el equipo vuelve a la liga nacional el 4 de julio de 1965, haciendo su debut contra el equipo del IGSS, derrotándolo por tres goles a cero. En 1971, el goleador del torneo fue el uruguayo César Mario Huercis, en este año el club queda en la séptima posición en la tabla. Al año siguiente el Deportivo Suchitepéquez realizó una de las goleadas más grandes en los torneos de liga, ganándole a CSD Comunicaciones por ocho goles a cero.

### Primeros éxitos
El 20 de mayo de 1981 el Deportivo Suchitepéquez disputa un partido amistoso contra el Atlético de Madrid que vino con todas sus estrellas, en el estadio Carlos Salazar Hijo, por motivo de la reinauguración de este, consiguieron derrotar al conjunto español por un gol a cero, con anotación del paraguayo Luis Javier González. El momento de mayor éxito para el equipo fue el que tuvo a mediados de 1980. Después de haber sido finalista en la Liga Nacional de 1982, Suchitepéquez ganó el primer título de liga en 1983, con un registro de 16 victorias, 4 empates, y 2 pérdidas en 22 partidos. Fue gestionado por el exjugador mundialista Julio César Cortés. Los jugadores más destacados de ese equipo fueron los uruguayos César Eduardo Méndez y José Luis González. Siendo campeones de liga obtienen el derecho a jugar la Copa Campeón de Campeones contra el ganador de Copa de ese año Comunicaciones, el juego disputado en el Estadio Mateo Flores, terminó empatado a un gol, continuó al tiempo extra sin anotaciones y en la tanda de penales se impuso Suchitepéquez por seis a cinco.
Suchitepéquez pasó a disputar en 1983 la Copa de Campeones de la Concacaf, superando a Deportivo Saprissa en la primera ronda. En la segunda ronda, empató con la Universidad de Nuevo León uno a uno en la ida, y luego les ganaron tres a cero en la vuelta, convirtiéndose en el primer equipo de fútbol de Guatemala en derrotar a un equipo mexicano en un torneo oficial. Después se enfrentaron al Atlante FC, aprovechando el primer partido empatando dos a dos, pero perdiendo cero a seis en el segundo partido del evento. Un año más tarde el equipo busca revalidar el título de liga, sin embargo queda como subcampeón, detrás de Aurora por tres puntos de diferencia. En 1985 el cuadro venado le propina una goleada histórica a Municipal en el desarrollo del torneo de liga, la goleada fue de nueve a cero. Luego en 1989 el equipo clasifica para la octogonal final por el título, quedando en primer lugar en esta fase, les toco enfrentarse al equipo de Municipal a partido único para definir al campeón, perdiendo el partido por un gol a cero.

### Época dorada
Durante la década de los '90 el equipo comienza a conquistar importantes torneos de copa. El 23 de agosto de 1992, el equipo disputa su primera final del Torneo de Copa contra el Deportivo Escuintla en el Estadio Mateo Flores, derrotándolos por marcador de dos goles a uno. Por ser el vigente campeón de copa le toca disputar la Copa Campeón de Campeones ante el campeón de liga CSD Municipal, venciendo a los rojos por cuatro goles a dos, de esta manera el equipo consigue su segundo título de supercopa. Al año siguiente nuevamente vuelven a llegar a la final de copa, esta vez contra el Deportivo Mictlán, venciéndolos también por dos goles a uno y consiguiendo su clasificación para la Recopa de la Concacaf. Después de cuatro años sin ganar ningún trofeo, el Deportivo Suchitepéquez consigue llegar a una nueva final de copa, disputándola el 7 de septiembre de 1997 contra el equipo de Coban Imperial, imponiéndose los venados por tres goles a uno.

### Años 2000
Después de cuatro años en la Primera División, el club volvió a la Liga Nacional para la temporada 2004-2005, terminando en la cuarta posición en el Torneo Apertura 2004. En el siguiente torneo el equipo llega a la final, perdiéndola ante Municipal por marcador global de 5-2. En el Torneo Apertura 2007, el equipo vence en cuartos de final al Xelajú MC por 3-2 en el marcador global, en semifinales a Municipal por 2-1 en el marcador global, llegando a disputar nuevamente una final, esta vez contra el Deportivo Jalapa. En dicha final, ambos equipos quedaron empatados en el marcador global 1-1, pero el gol de visita anotado por Jalapa en la final de ida evitó que se hicieran con el título.

### Campeones del Torneo Clausura 2016
Luego de muchos intentos fallidos por salir nuevamente campeón, el Deportivo Suchitepéquez se consagraría luego de 33 años como campeón del fútbol de Guatemala, venciendo en la final del Torneo Clausura 2016 a Comunicaciones por marcador global de 4-2, perdiendo en la final de ida por marcador de 2-1 en el Estadio Doroteo Guamuch Flores y remontando en la final de vuelta por marcador de 3-0 en el Estadio Carlos Salazar Hijo de Mazatenango.

### Descenso 2017—2018
En la temporada 2017-2018, el equipo de los venados viviría un trago bastante amargo, ya que tras 14 años en la Liga Nacional y dos años después de haberse consagrado campeón de liga por segunda vez en su historia, el Deportivo Suchitepéquez se iba al descenso hacia la Liga Primera División, tras perder en la última jornada del Torneo Clausura 2018 por marcador de 2-1 ante el Deportivo Marquense en el Estadio Marquesa de la Ensenada, logrando un total de 47 puntos en la tabla acumulada, 4 puntos menos que el Deportivo Siquinalá, quien salvó la categoría con 51 puntos en la tabla acumulada.

## Presidentes
| Período       | Presidente                      |
| ------------- | ------------------------------- |
| 2010          | Alfonso Cruz Berganza           |
| 2016-2017     | Amilcar Alvarado                |
| 2018-2020     | Gustavo Reyes                   |
| 2021-2024     | Alfonso Cruz Berganza           |
| 2024-presente | Carlos Estuardo Villagran López |

### Junta Directiva
- Actualizada el 24 de octubre de 2010.[7]

| Cargo                      | Nombre                           |
| -------------------------- | -------------------------------- |
| Presidente                 | Alfonzo Cruz Berganza            |
| Vicepresidente             | Julio Moran Paiz                 |
| Secretario                 | Giovany Recinos                  |
| Tesorero                   | Elio Enrique Estrada Gómez       |
| Gerente General            | Norman de Jesús Sopony Sotomayor |
| Gerente de Fuerzas básicas | Byron Maldonado                  |
| Vocal I                    | Gerardo Benjamín Cruz Berganza   |

## Símbolos del equipo

### Escudo
- Consiste en la silueta blanca de un venado dentro de un escudo de color azul, con borde dorado.

- Actualmente su escudo lleva las dos estrellas de los títulos obtenidos en Liga Nacional, y las cuatro estrellas representan los dos títulos de Copa y dos de Campeón de Campeones.

### Uniforme
- Uniforme titular: Camiseta blanca con franja diagonal azul, pantalón y medias azules.[8]
- Uniforme alternativo: Camiseta amarilla con franja diagonal azul, pantalón azul y medias amarillas.[8]

#### Marcas y patrocinios
| 2016 | Milan | - Actualidad | Milán |

| Período   | Patrocinador |
| --------- | --- |
| 2016–2017 | Claro Intercable Powerade WebCorp Business Petrogas Milán Starbus Municipalidad de Mazatenango Celco Wellman Sports |

## Estadio
El Deportivo Suchitepéquez utiliza el Estadio Carlos Salazar Hijo para disputar sus partidos como local. Fue inaugurado el 24 de noviembre de 1966, a un costo de 8 000 000 de quetzales. La construcción del recinto deportivo, se hizo por medio de una recaudación monetaria a través de una radio maratón dirigida por Carlos Salazar. Su aforo tiene capacidad para albergar a 10 000 espectadores. También fue el primer estadio de un departamento de Guatemala en poseer iluminación para realizar partidos nocturnos. Sus medidas oficiales son de 104x74 m.

## Datos del club
- Temporadas en Liga Nacional: 52.
- Temporadas en Primera División: 9.
- Mayor goleada conseguida:.
  - En campeonatos nacionales: 9-0 a Municipal (Liga 1985).[3]
  - En torneos internacionales: 3-0 a Club de Fútbol Nuevo León (Copa de Campeones de la Concacaf 1983).[10]
- Mayor goleada encajada:.
  - En campeonatos nacionales: 9-1 de CSD Comunicaciones (Torneo Clausura 2000).
  - En torneos internacionales: 8-0 de Real España (Recopa de la Concacaf 1993).[11]
- Mejor puesto en la liga: 1° (1983 y Torneo Clausura 2016).
- Peor puesto en la liga 12° (Torneo Clausura 2000).
- Máximo goleador: Edwin Villatoro (100 goles).

## Jugadores

### Plantilla 2020-21
- Los equipos de la Liga Nacional están limitados a tener en la plantilla un máximo de cuatro jugadores extranjeros. La lista incluye sólo la principal nacionalidad de cada jugador, algunos de los jugadores extranjeros tienen la nacionalidad guatemalteca como lo son:

### Altas y bajas: Apertura 2016-2017
| Altas                 |               |                                     |          |
| Jugador               | Posición      | Procedencia                         | Tipo     |
| Wilson Morales Ramos  | Defensa       | Deportivo Reu                       | Traspaso |
| Víctor Solalinde      | Mediocampista | Club Deportivo Nueva Concepción     | Traspaso |
| Mateo Aguilar         | Mediocampista | Cancún Fútbol Club                  | Traspaso |
| José Rodríguez        | Portero       | Deportivo Reu                       | Traspaso |
| José Dennilson Rac    | Mediocampista | Club Social y Deportivo Sacachispas | Traspaso |
| Héctor Damián Arevalo | Delantero     | Deportivo Totonicapán               | Traspaso |

### Máximos anotadores en la historia del club
- Según la web oficial del equipo.[12]

| Nombre                 | Goles | Nacionalidad |
| ---------------------- | ----- | ------------ |
| Edwin Villatoro        | 100   | Guatemala    |
| Carlos Castañeda       | 84    | Guatemala    |
| Julio Adán de la Roca  | 50    | Guatemala    |
| José Luís González     | 47    | Guatemala    |
| Carlos Delva           | 46    | Guatemala    |
| Mitchel Brown          | 45    | Honduras     |
| Roberto Montepeque     | 42    | Guatemala    |
| Adán Paniagua          | 40    | Guatemala    |
| Evandro Ferreira       | 31    | Brasil       |
| Jonathan Hansen        | 26    | Argentina    |
| Carlos Rafael Castillo | 26    | Guatemala    |
| Gonzalo Gutiérrez      | 24    | Uruguay      |

### Goleador del año (1961-Actualidad)
| Temporada     | Nombre              | Nacionalidad | Goles |
| ------------- | ------------------- | ------------ | ----- |
| 1967-1968     | Martín Charles      | Guatemala    | 16    |
| 1972          | Jurandir Dos Santos | Brasil       | 17    |
| 1984          | José Luís González  | Uruguay      | 24    |
| 1997-1998     | Danny Aguilar       | Guatemala    | 22    |
| Apertura 2004 | Edwin Villatoro     | Guatemala    | 16    |
| Clausura 2015 | Emiliano López      | Argentina    | 13    |

### Portero del año (1961-Actualidad)
| Temporada     | Nombre         | Nacionalidad | Promedio               |
| ------------- | -------------- | ------------ | ---------------------- |
| Clausura 2016 | David Monsalve | Canadá       | 0.55 goles por partido |

## Entrenadores
El Deportivo Suchitepéquez ha contado con varios entrenadores de diferentes nacionalidades a lo largo de su historia, siendo la nacionalidad guatemalteca la más numerosa con 23 entrenadores, le siguen la argentina y chilena con 4 entrenadores, la brasileña y la uruguaya con 2 entrenadores y con 1 entrenador están Paraguay, Perú, Nicaragua y Colombia. El entrenador más exitoso fue el uruguayo Julio César Cortéz al haber obtenido el campeonato de Liga Nacional en 1983, la Copa Campeón de Campeones el mismo año y dos subcampeonatos de liga en 1982 y 1984. El entrenador más longevo que ha tenido el club fue el guatemalteco Walter Claverí, que estuvo 8 veces a cargo del equipo en diferentes períodos.

### Entrenadores con títulos
| Entrenador         | Temporada | Títulos                                              |
| ------------------ | --------- | ---------------------------------------------------- |
| Julio César Cortez | 1983-84   | 1 Liga Nacional, 1 Copa Campeón de Campeones         |
| Walter Claverí     | 1992      | 1 Copa, 1 Copa Campeón de Campeones, 1 Liga Nacional |
| Odilio Gómez       | 1993      | 1 Copa                                               |
| Manuel Castañeda   | 1997      | 1 Copa                                               |
| Douglas Zamora     | 2016      | 1 Torneo Clausura                                    |

## Participaciones Internacionales
- CONCACAF Copa de Campeones: 3 apariciones
- Copa de Campeones de la CONCACAF 1983
- Primera Ronda vs.  Deportivo Saprissa 2:2, 0:1 (Deportivo Suchitepéquez avanza 3:2 en el marcador agregado)
- Segunda Ronda vs.  Tigres 1:1, 0:3 (Deportivo Suchitepéquez avanza 4:1 en el marcador agregado)

-Con esto Deportivo Suchitepéquez se convierte en el primer equipo de Guatemala en eliminar aun equipo mexicano de dicha competencia.
- Tercera Ronda vs.  Atlante 2:2, 0:6 (Atlante avanza 8:2 en el marcador agregado)
- Copa de Campeones de la CONCACAF 1984
- Primera Ronda vs.  Asociación Deportiva Sagrada Familia 0:0, 0:0 (Asosiciación Sagrada Familia Avanza en 0:0 en el marcador agregado, en penales 5:3)
- Copa de Campeones de la CONCACAF 1990
- Primera Ronda vs.  San Joaquín FC 2:1, 1:0 (Deportivo Suchitepéquez avanza 3:1 en el marcador agregado)
- Segunda Ronda vs.  CD Olimpia 2;2, 2:0 (Olimpia avanza 4:2 en el marcador agregado)
- Copa Interclubes UNCAF: 1 aparición

2005
- Octavos de final vs  Diriangén FC - 2:2, 0:2 (Deportivo Suchitepéquez avanza 4:2 en el marcador agregado)
- Cuartos de final vs  Olimpia - 1:4, 4:0 (Olimpia avanza 8:1 en el marcador agregado)
- Liga de Campeones de la CONCACAF 2016-2017  (1° aparición) (Eliminado de la fase de grupos, ganado por  FC Dallas en el Grupo H)

## Palmarés

### Torneos nacionales
- Liga Nacional de Guatemala (2): 1983[14] Clausura 2016.
- Campeón Categoría Sub-20 Torneo Clausura 2015
- Campeón Categoría Sub-17 Torneo Clausura 2014
- Copa de Guatemala (2): 1993-94, 1997.[14]
- Copa Campeón de Campeones (2): 1984, 1992.[14]
- Primera División de Guatemala (1): 2004.[14]
- Subcampeón de la Liga Nacional de Guatemala (5): 1982, 1984, 1990, Clausura 2005, Apertura 2007.
- Subcampeón de la Copa Guatemala (1): 1994.
- Subcampeón de la Copa Campeón de Campeones (2): 1994, 1998.